# Aldus

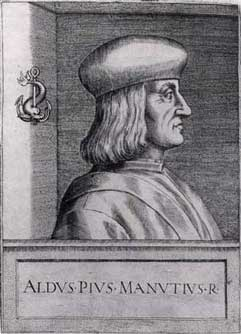
阿尔杜斯·马努提乌斯

Aldus Corporation（中文有稱為“阿圖斯”）是軟件PageMaker的發明者；創辦人及公司主席Paul Brained於創業前任職編輯，深明利用電腦科技可以大大改善印前排版的效率和使用。在他的帶領下，PageMaker於1985年7月問世。Aldus名字源於阿尔杜斯·马努提乌斯，他15世紀意大利威尼斯的著名學者及印刷商，他發明了袖珍書刊及斜體字。
憑著蘋果麥金塔電腦的圖像操作界面（GUI）、蘋果雷射印表機（Apple LaserWriter）以及Adobe的PostScript頁面描述語言（一種處理電腦文件以供雷射印表機使用的翻譯語言）；PageMaker幾乎一夜間取代了傳統排版的工業，啟動了所謂的桌面出版（Desktop Publishing，簡稱DTP）革命。
及後Aldus從Altsys公司手中購得另一著名產品—FreeHand；自此。在DTP領域中，以PageMaker對決QuarkXpress，FreeHand對Adobe Illustrator，展開了激烈的競爭。
Aldus在後期又陸續開發或從其他公司購入了如PhotoStyler，IntelliDraw，Persuasion（當時PowerPoint的主要對手）等軟件。又參與開發TIFF及OPI的業界標準。
1994年9月，軟件巨人Adobe併購了Aldus，PageMaker持續發展至Adobe InDesign的出現；FreeHand則由Macromedia購得，開發至第11版。2005年，Adobe亦併購了Macromedia。